# التلة البرلمانية
التلة البرلمانية تقع في كيبك المحافظة وبالضبط في حي كيبك القديمة—الرأس الأبيض—التلة البرلمانية وحي سان جان باتيست. بالإضافة إلى مبنى البرلمان بكيبك تحتوي التلة على عدة ازقة وشوارع سكنية وتجارية وبعض المساحات الخضراء.

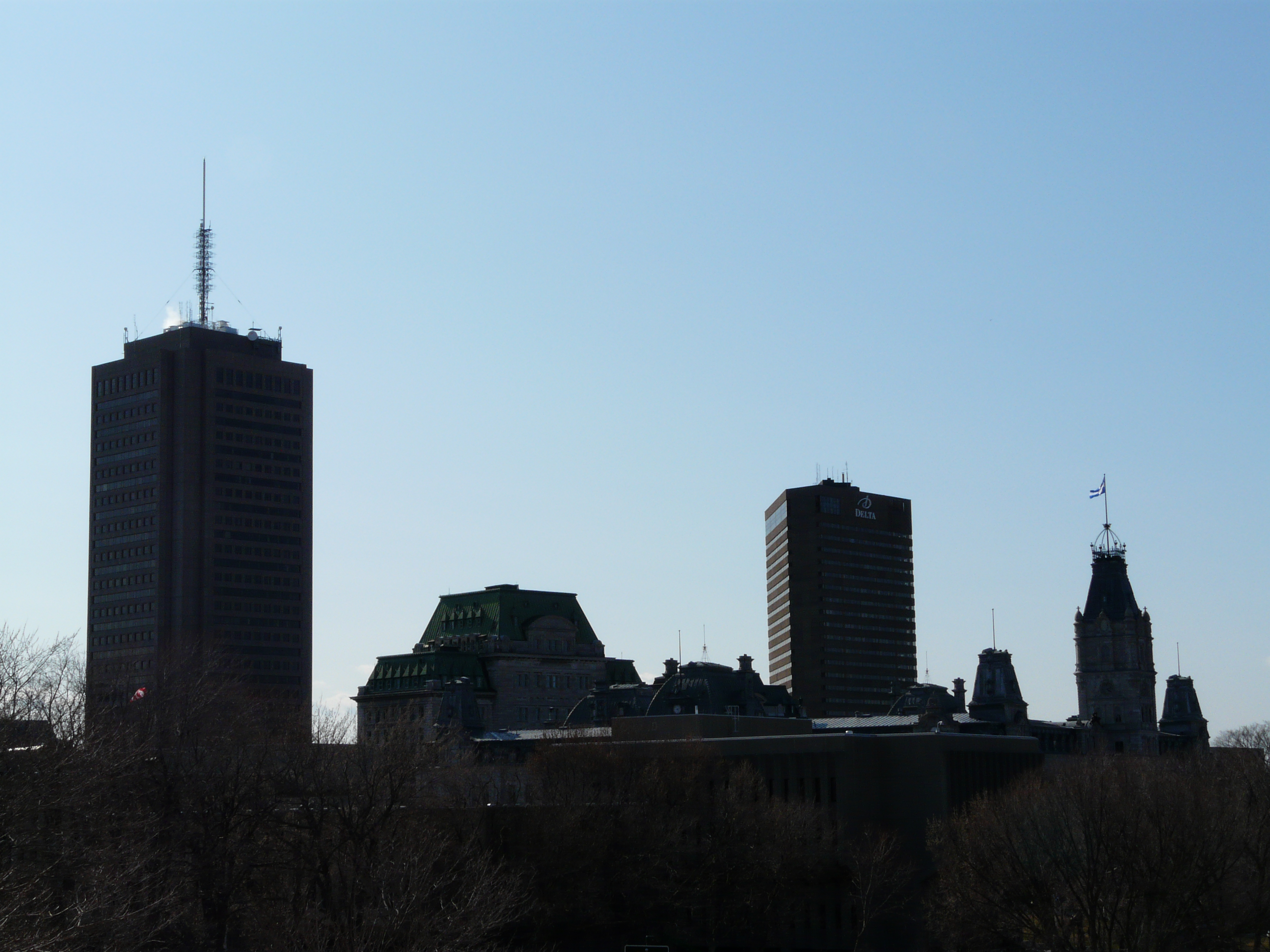
التلة البرلمانية

## المباني الحكومية والبرلمانية
- 900, جادة روني لوفيسك
- مركز المؤتمرات بكيبك
- مركب البرلمان
  - مبنى البرلمان
  - مبنى André-Laurendeau
  - مبنى Honoré-Mercier
  - مبنى Jean-Antoine-Panet
  - مبنى Pamphile-Le May
- مبنى Hector-Fabre : المبني في 1992;
- مبنى J.-A.-Tardif
- مبنى Jean-Talon
- مبنى Lomer-Gouin : المبني في 1990;
- مبنى Marie-Fitzbach;
- مبنى Marie-Guyart : المبني في نهاية الستينات وبداية السبعينات.
- المسرح الكبير بكيبك والمعهد الموسيقي
- فندق ديلتا كيبك
- فندق هيلتن
- فندق Loews Le Concorde
- مرصد العاصمة
- ساحة كيبك

## المباني التجارية والسكنية
- الكنيسة التاريخية Bon-Pasteur
- نادي Renaissance
- Couvent des Franciscaines de Marie
- كنيسة Saint-Cœur-de-Marie
- اقامة Louis-Alexandre Taschereau
- برج Martello 2

## المآثر
- نافورة تورني

اهدى المديلر العام لدار سيمونز بيتر سيمونز النافورة إلى مدينة كيبك في حفلها ال400 وهي قادمة من بوردو في فرنسا.
- الاينكسوس صنع من الحجارة المكدسة فوق بعضها البعض، هذا النصب هو رمز لاتجاه الإسكيمو في أراضي شاسعة من شمال كيبيك.
- نصب تذكاري للمساحيين الكنديين
- نصب تذكاري لالأكاديين
- لوحة تذكارية للذكرى السنوية ال 125 لرابطة الصحفيين
- المنحوتة 1 1 = 1
- طوطم الذكرى المئوية لدخول كولومبيا البريطانية في الاتحاد